# Estadio Juan Antonio Lavalleja (Trinidad)
El Estadio Juan Antonio Lavalleja es un recinto de fútbol ubicado en la ciudad de Trinidad, en el departamento de Flores, Uruguay; fue construido en 1960. Es más conocido como el Estadio Municipal, tiene una capacidad para 7000 espectadores y pertenece a la Intendencia de dicho departamento. En él se juegan los partidos más importantes del Campeonato Floresino organizados por la Liga Departamental de Fútbol de Flores y a nivel de las selecciones de Flores se utiliza para la Copa Nacional de Selecciones del Interior y la Copa Nacional de Selecciones del Interior Sub-18 organizados por la OFI.
A partir del año 2022 el estadio recibe nuevamente a la Primera División de Uruguay con el Club Atlético Boston River oficiando como local.